# لوسيت صغير
لوسيت صغير (الاسم العلمي: Lecythis minor) هو نوع من النباتات يتبع جنس اللوسيت من الفصيلة اللوسيتية. تم وصف هذا النوع من النبات علمياً لأول مرة من قبل نيكولاس جوزيف فون جاكوين سنة 1763.